# Cadillac Eldorado
Cadillac Eldorado es un automóvil de lujo producido por la firma estadounidense Cadillac entre los años 1953 y 2002 siendo sucedido por el Cadillac XLR.

## Origen del nombre
El coche, según Cadillac en su quincuagésimo aniversario (1902-1952), es el coche imaginario sumando las competencias técnicas y estilísticas de sus ingenieros. El nombre evoca al legendario jefe de una tribu de América del Sur o según Mary Ann Zukosky, secretaria del departamento de ventas de la marca, que el nombre venía de la versión americanizada del idioma español El Dorado. Sin embargo, según la revista Vida Palm Springs, el nombre proviene de la Eldorado Country Club, un club de relax en Coachella Valley, California, a la que asistieron ejecutivos de General Motors.

## Historia y generaciones

### Primera generación (1953)

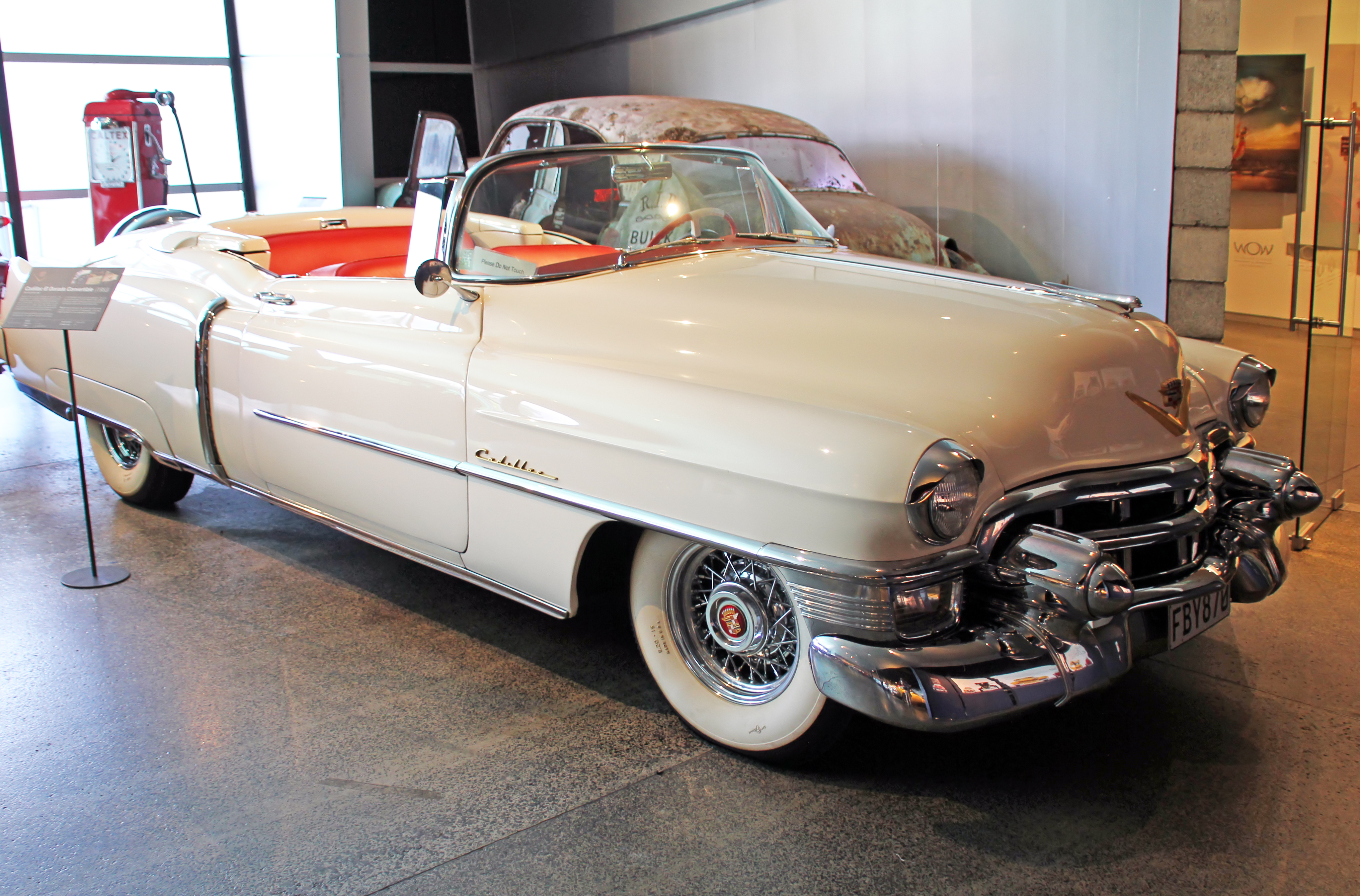
Cadillac Eldorado de 1953.

Después de su gran éxito como coche ideal, el Eldorado fue lanzado en producción limitada como modelo de propulsión. Este lujoso convertible 4/6 personas Convertible Sport Coupe) de largo 5,61 metros (220,9 plg), se establece sobre la base de la Serie 62 convertible con una distancia entre ejes de 3,2 metros (126 plg). El Cadillac Eldorado fue el primero en recibir un parabrisas panorámico. Su pelaje es completamente oculto debajo de una cubierta de lona de metal, hecha de acrílico, puede ser blanco o negro. El equipamiento incluye tapicería de piel (disponible en negro, blanco y negro, azul, azul y blanco o rojo y blanco ). Incluye recursos como un selector automático de radio, ruedas de la radio y neumáticos de banda blanca, la luz antiniebla y el espejo del lado del conductor. Tiene un motor V8 de 5.4 litros que desarrolla 210 HP (157 kilovatios) a 4150 rpm, la caja de cambios es automática. Vendido en $ 7750, dos veces más caro que el Cadillac más barato (el coupé de 2 puertas a $ 3.571), el Eldorado se produce en 532 copias.

### Segunda generación (1954-1956)

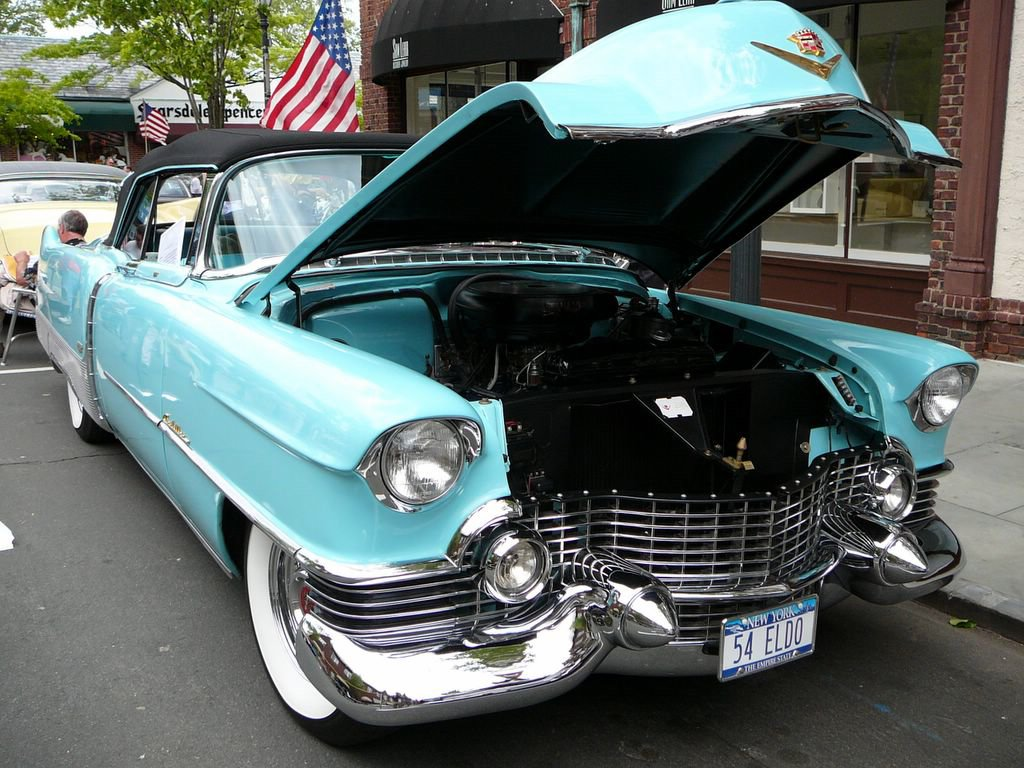
Cadillac Eldorado de 1954.

Para el año 1954, Eldorado incluye de forma incorporada el cuerpo de la serie 62 convertible, estando el modelo más cromado, especialmente, en los alerones traseros más bajos, y un equipamiento más lujoso. La distancia entre ejes es de 3,28 metros (129,1 plg), y el motor alcanza unos 230 HP (172 kilovatios). El precio se reduce a $ 5.738 siendo la producción alcanzada a 2.150 unidades.
En 1955, Eldorado parece ser un Cadillac muy distinto debido a la diferencia de trato entre los guardabarros traseros reciben aletas trapezoidales en lugar del bulbo. Las luces traseras se colocan más bajo y que se destacan por una caja de moldeo que se extiende hasta por encima del paso de rueda. El motor desarrolla 270 HP (201 kilovatios) a 4.800 rpm. El precio es de $ 6,286 y la producción alcanzó a 3.950 ejemplares.
En 1956 Eldorado está disponible en dos cuerpos, la forma convertible recibe el nombre de Eldorado Biarritz; y el coupé, que se llama Eldorado Seville. La designación de "Biarritz" se refiere a la famosa estación de Francia, y la designación de " Sevilla" a la igualmente famosa ciudad andaluza, incluyendo la pronunciación americana está cerca del nombre " DeVille " utilizado para otro modelo de Cadillac. El coupé no es otra cosa que un convertible con la capota que se sustituye por un techo duro, rígido y sin mensaje (un estilo de línea utilizado por primera vez en el primer Cadillac Coupe de Ville de 1949).
Estéticamente, el cuerpo sufre algunos cambios cosméticos, incluyendo una nueva parrilla con una malla más apretada. Las luces de posición van por el parachoques. El rendimiento del motor es mejorado a 305 HP (227 kilovatios) a 4.700 rpm. El precio es de $ 6501, sin tener en cuenta el cuerpo. El Eldorado Biarritz ha vendido 2.150 copias y Eldorado Seville 3900.

### Tercera generación (1957-1958)

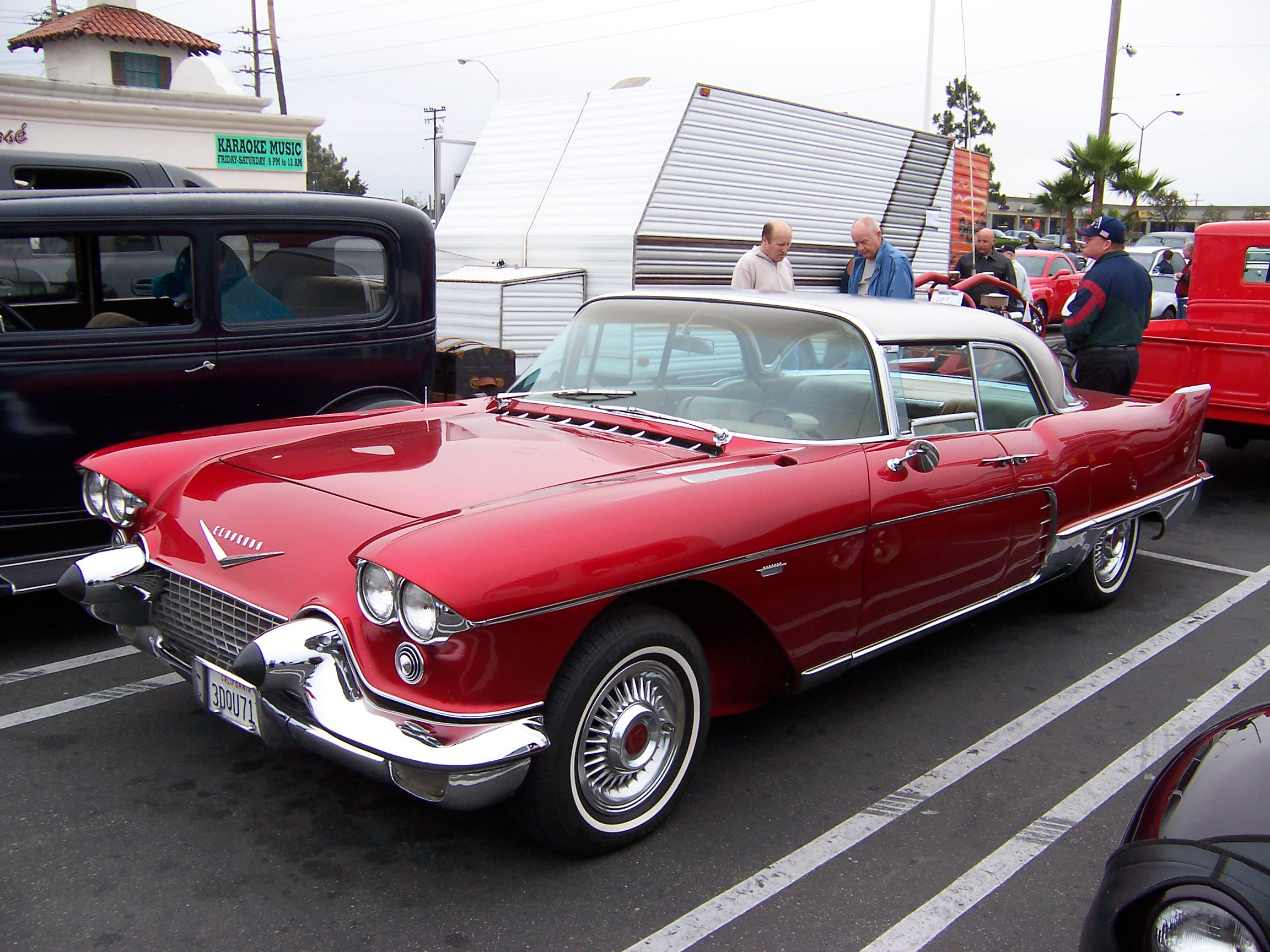
Cadillac Eldorado Brougham de 1957.

Al igual que otros Cadillac el Eldorado de nueva generación se basa en el nuevo marco tubular X, sin barandillas laterales, con 3,29 metros (129,5 plg) de distancia entre ejes. Gracias a este marco se permite crear nuevas carrocerías que aguanten mucho peso aunque sea más resistente a la torsión. Sin embargo, es más débil a la hora de sufrir un impacto lateral a cualquier velocidad tal como denunció Ralph Nader. La carrocería es algo más amplificada en los bajos gracias a las luces laterales que pasan bajo el parachoques protegidos con goma ante los golpes.
Este modelo aparece en varias películas y es bastante conocido por sus aletas de tiburón, bastante avanzados y se localizan en medio de los guardabarros traseros y no están aplomadas. El V8 tiene una cilindrada de 6 litros y desarrolla 325 HP (242 kilovatios) a 4.800 rpm, contra 285 HP (213 kilovatios) en otros modelos. En 1957 sale una versión sedán del Eldorado Brougham designado como la serie 70 de la fábrica donde más tarde se llamaría Eldorado Brougham Town Car. El coche incluye características como techo duro de aluminio cepillado, faros dobles y no hay columna que separen las puertas delanteras y traseras, abriéndose de forma a antagonista. Incluye novedades como desde un control de crucero hasta un pintador de labios o una máquina expendedora de cigarrillos pudiendo el cliente elegir entre 44 combinaciones de tapiz. Es uno de los coches más caros de América de su tiempo estando como precio fijo de unos $ 13.074.
El motor está equipado con cuatro carburadores y un sistema de refrigeración de alta presión con suspensión neumática entre otras características. Fue un fracaso para la compañía con problemas como el escape del aire. La compañía intentó desesperadamente sustituir el sistema de suspensiones de resorte convencionales donde algunos modelos permanecen hoy con la suspensión de aire.

### Cuarta generación (1959-1960)

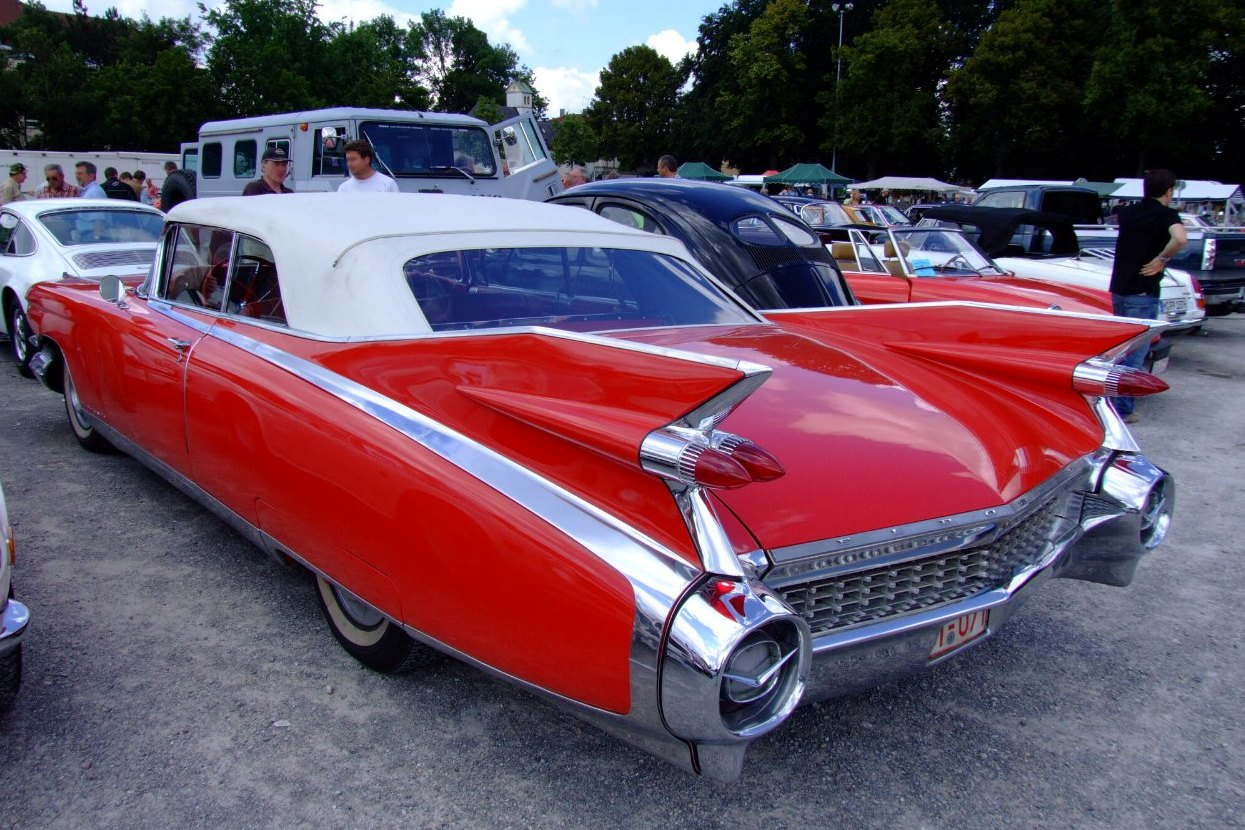
Cadillac Eldorado Biarritz de 1959.

En la nueva generación (1959) los modelos son completamente nuevos, con un cuerpo totalmente rediseñado que se caracteriza por sus enormes aletas que incluyen luces traseras ubicadas en las góndolas en forma de cohetes, su parabrisas panorámico asciende en doble curva y una parrilla dividida, separada por una barra central. Bajo el capó, el V8 ahora tiene una cilindrada de 6,4 litros y desarrolla 345 HP (257 kilovatios).
El Eldorado Brougham distribuido en Detroit y Turín siendo diseñado por Pininfarina se distingue por su único cuerpo, las líneas más tensas y aletas sin luces (este último ubicado en una carcasa cromada en el extremo de los guardabarros traseros). El cuerpo sigue siendo el de un sedán de techo duro, pero la puerta ya está abierta todos en la misma dirección de lo que carecía en la anterior generación. En 1960 ambos modelos sufren unas modificaciones tal como la adopción de las aletas y luces traseras o la reducción de la guardia en el parachoques en el Eldorado Brougham o el freno de estacionamiento (de pie) que se libera cuando la palanca de cambios se coloca en la posición "Drive", gracias a un sistema de vacío.

### Quinta generación (1961-1962)

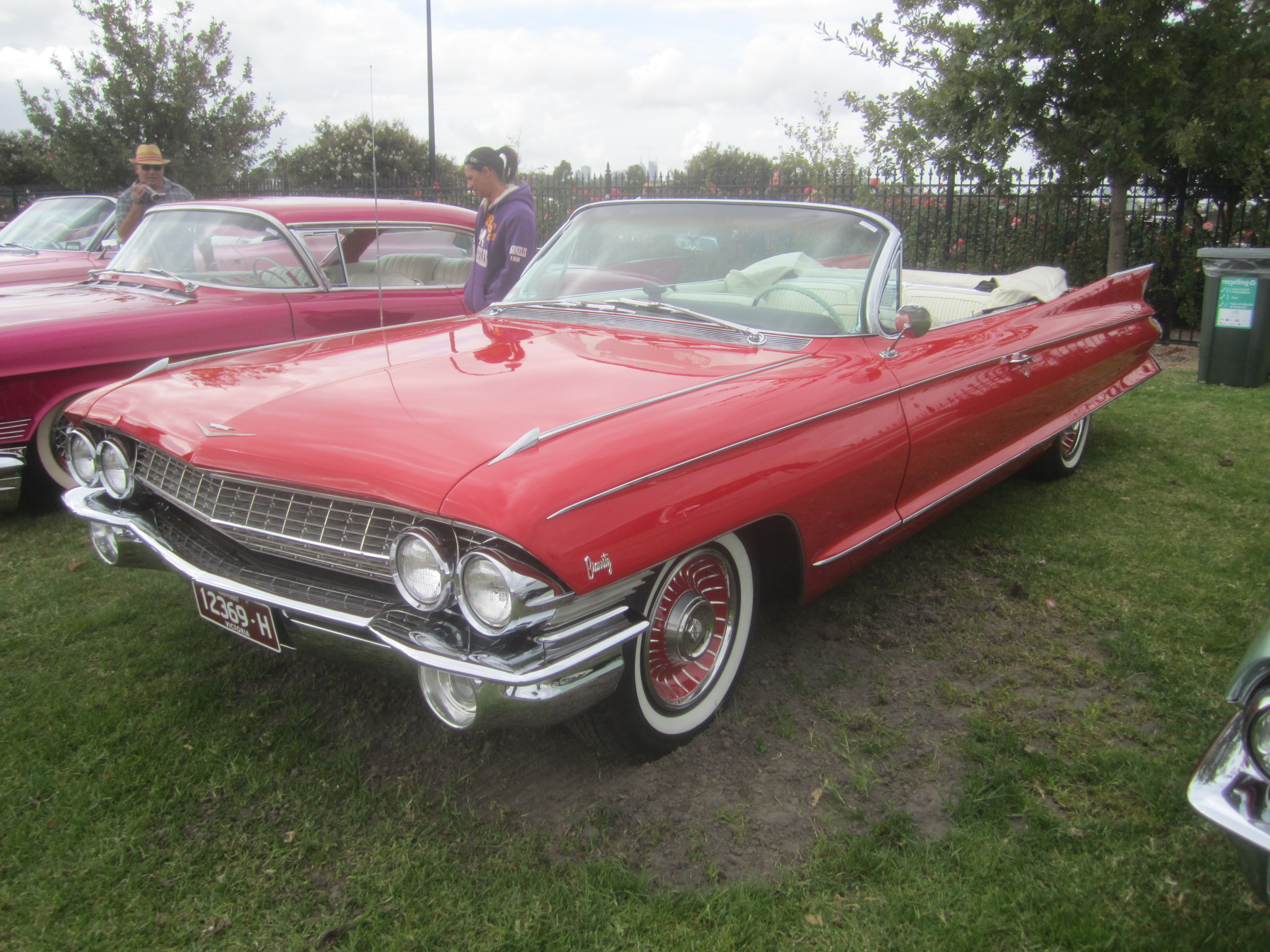
Cadillac Eldorado Biarritz Convertible de 1961.

Cadillac ya no conserva el nombre de Eldorado Biarritz al igual que otros modelos de 1961, el estilo es menos exuberante y el cuerpo es completamente nuevo, estando bajo la dirección de Chuck Jordan, se incluyen novedades como la aparición de las aletas inferiores que van en línea horizontal de la rueda delantera a la defensa trasera. El coche está sufriendo algunos cambios cosméticos para 1962 siendo el parachoques delantero extendido hasta la plaza de la rueda y recibe señales, luces traseras en posición vertical, y la parrilla está equipada con una barra central horizontal y barras verticales más gruesas, se localiza registrado en la parte trasera Cadillac en cursiva a la izquierda.

### Sexta generación (1963-1966)

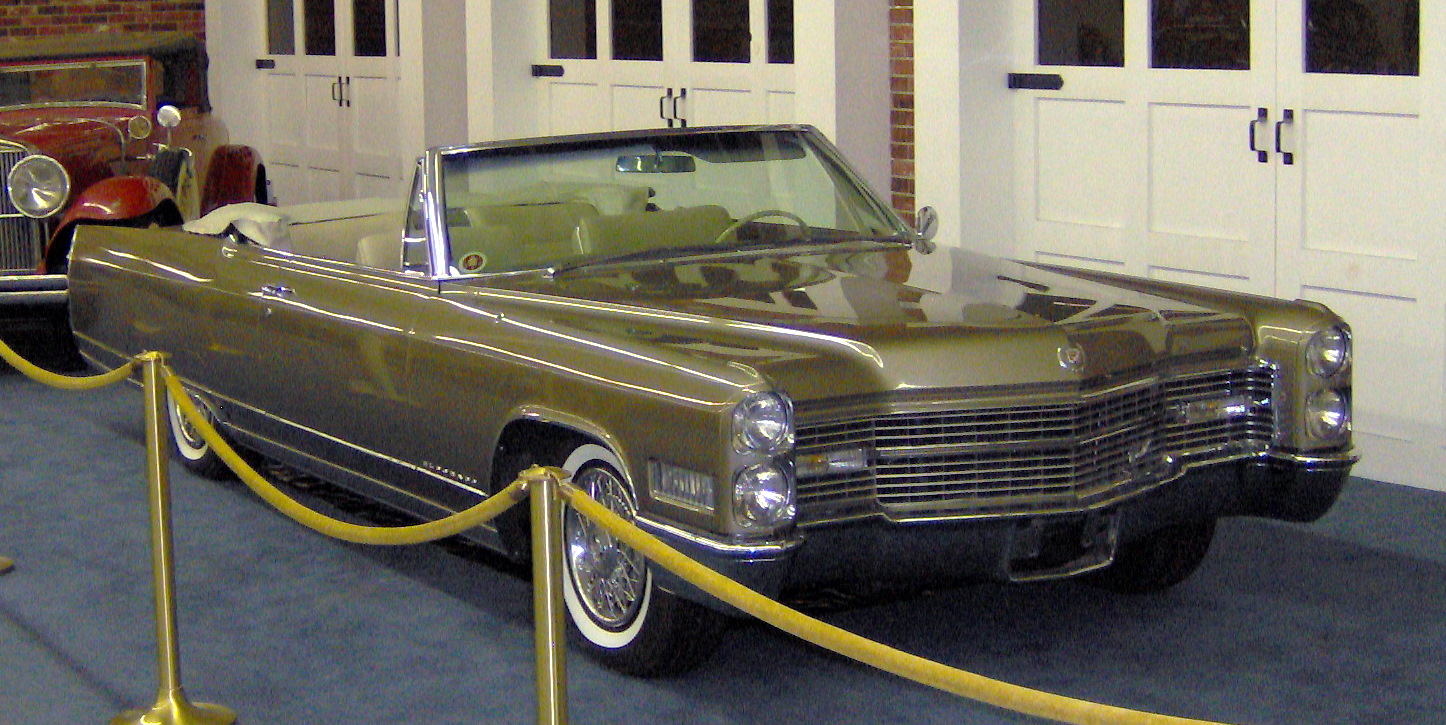
Cadillac Eldorado Convertible de 1966.

El modelo de 1963 adopta un nuevo cuerpo, el más largo (5,66 metros (222,8 plg)) en el mismo chasis y una distancia entre ejes de unos 3,29 metros (129,5 plg). Está diseñado bajo la dirección de Chuck Jordan se caracteriza por los lados suaves del cuerpo, sin guardabarros delanteros y parabrisas derechos alargados. La altura de las aletas disminuyen de nuevo y la parrilla se extiende bajo las luces, con un pico hacia adelante aún más pronunciada. La puerta trasera que recibe una característica que recuerda el de la parrilla delantera. Un emblema de Cadillac rodeado de una corona de laurel cromada aterrizó en la parte posterior del alerón trasero y la inscripción "ELDORADO" en mayúsculas se coloca en el borde derecho del tronco, así como las alas bajas detrás de la rueda delantera. Este modelo incluye un nuevo motor bajo el capó, un V8 cuyos orígenes se remontan a 1949 con una cilindrada de 6,4 litros, gracias a 23 kg (50,7 libras) más ligeros. En 1964 tiene un cambio de menor importancia donde el motor V8 pasa a una cilindrada de 7 litros y desarrolla 340 HP (254 kilovatios) a 3.600 rpm.
Stanley Parker consigue Chuck Jordan a la dirección de estilo de Cadillac. Le pide Wayne Kady para hacer un nuevo lavado de cara para el año 1965. Las transformaciones producen características que cambian por completo la parte delantera del coche como una instalación vertical de faros dobles, y más atrás con el cercenamiento de las aletas. Sin embargo, la línea troncal sigue un movimiento inclinado ligeramente con respecto a las alas antes de caer bruscamente a la puerta trasera, que da una impresión visual de las aletas restantes.

### Séptima generación (1967-1970)

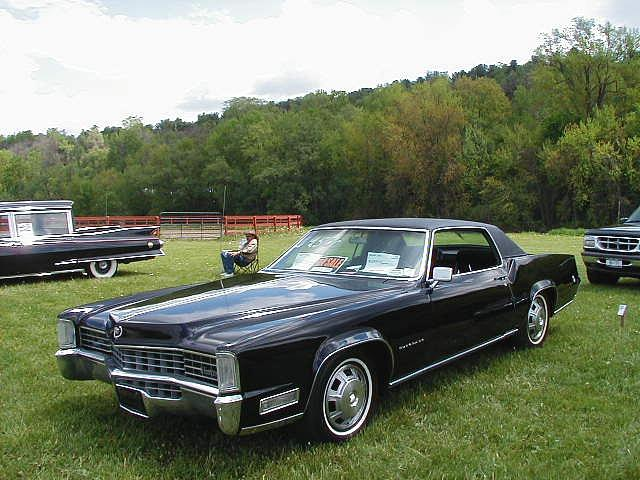
Cadillac Fleetwood Eldorado de 1968.

A partir de aquí los coches ya son de tracción delantera por primera vez en la historia de la firma americana. El nuevo Eldorado, lanzado en septiembre de 1966, ya no debe nada a los otros modelos anteriores de la marca, con la excepción de su motor V8 de 7 litros de 340 HP (254 kilovatios).
Recibe las bases técnicas del Oldsmobile Toronado introducido en 1966, con tracción delantera, suspensión delantera con barras de torsión, brazos oscilantes y frenos de disco. La suspensión trasera se confía a los semi-muelles -elípticos a cuatro choques: dos horizontales y dos verticales. El coche tiene una nivelación. Aunque sea más corto y más bajo que otro Cadillac Eldorado, este modelo puede acomodar a seis pasajeros, la cabina ya no es atravesada por un túnel de transmisión. A pesar de su precio de $ 6277, el Cadillac Fleetwood Eldorado es un éxito comercial, la producción alcanzó los 17.930 ejemplares.

### Octava generación (1971-1978)

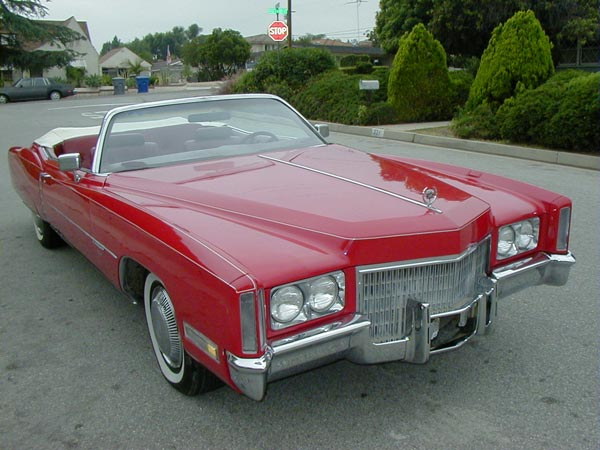
Cadillac Fleetwood Eldorado Convertible de 1971.

El estilo de la parte delantera se toma a partir del modelo anterior con faros redondos colocados en unidades cuadradas, una rejilla rectangular y guardias verticales en los parachoques. Recuerda el Eldorado de 1953, un alerón trasero vestidos cromo entrada de aire verticales ficticios, justo después de la puerta y la rueda trasera se oculta por la cubierta de la rueda, la inscripción "Eldorado" se coloca justo debajo del guardabarros delantero.
Fue el coche que usó Richard Nixon de visita a las Repúblicas Socialistas Soviéticas en 1972. Al igual que antes, aumenta el peso del coche, 2213 kg (4879 libras) para el coupé y 2252 kg (4965 libras) para el concert; y su precio, $ 7360 para el coupé y $ 7681 para el convertible. La producción totalizó 42.136 cupés y 9135 convertibles.
El Eldorado de 1977 ya no existe en versión coupé. Como de costumbre, el coche recibe algunos cambios cosméticos. Nuevas luces de posición laterales rectangulares se instalan detrás de las alas traseras y la palabra Eldorado está escrita en letras mayúsculas en el extremo de la campana, por encima de la rejilla, que recupera una rejilla de lamas verticales. La versión "Custom Eldorado Biarritz " se extiende, recibe el lado de las ventanas de los cuartos traseros y la ventana trasera lámparas es "frenchee", es decir que el alojamiento se moldea para el cuerpo con el fin de una apariencia más suave. El techo está cubierto con un vinilo imitando a un techo convertible... El adelgazado continúa: el coche sólo pesa 2248 kg (4956 libras). El motor de 8,2 litros da paso a una versión unilateral de 7 litros de 180 HP (134 kilovatios) a 4.000 rpm (195 HP (145 kilovatios) con inyección de combustible). Se venden a razón de $ 11.187, el Eldorado se produce en 344.47 ejemplares.

### Novena generación (1979-1985)

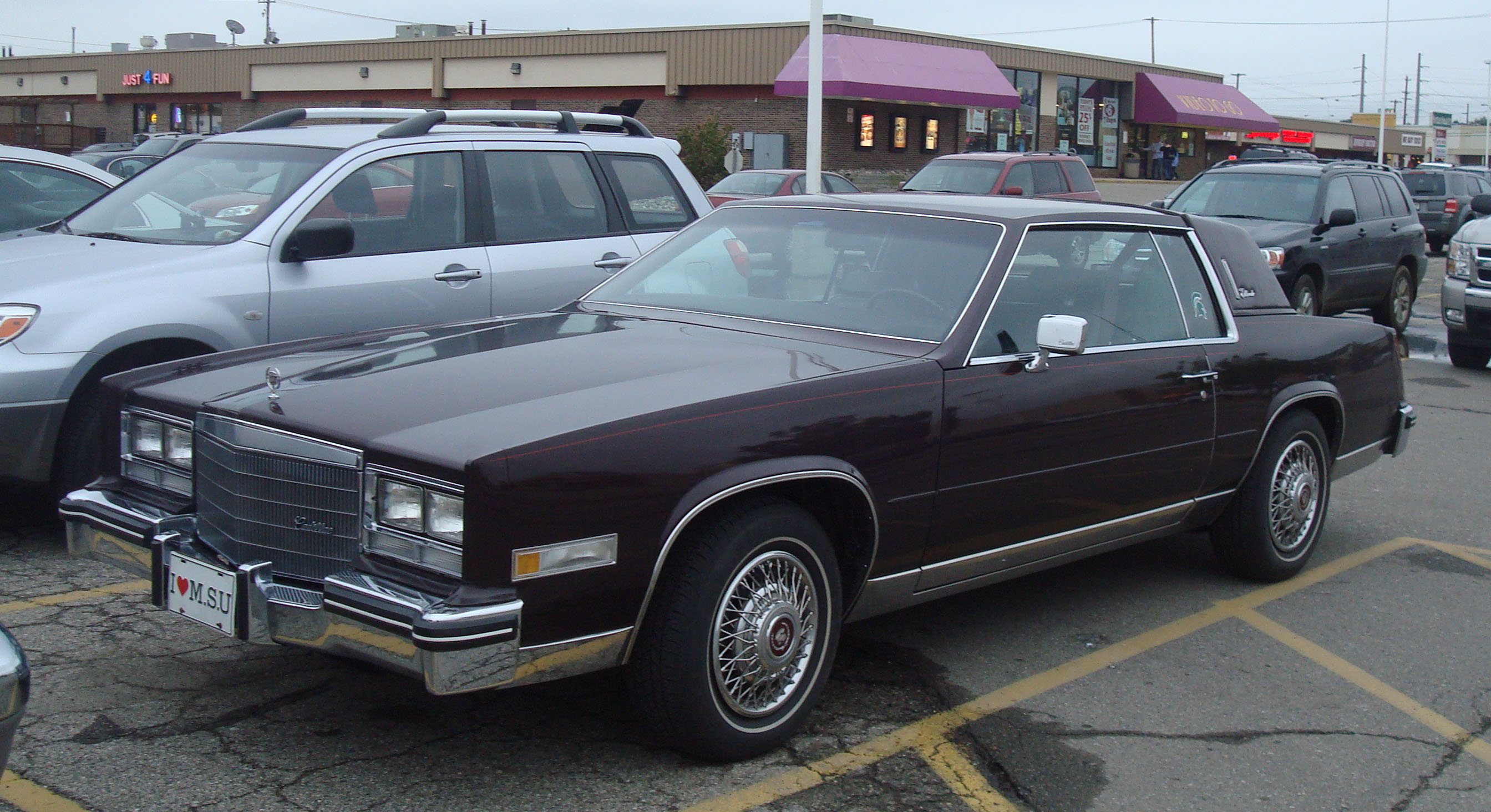
Cadillac Eldorado (1979-1985).

El nuevo Cadillac Eldorado que aparece en 1979 está construido bajo la plataforma E con una distancia entre ejes de unos 2,89 metros (113,8 plg). Es sorprendentemente reducido a un tamaño de 5,18 metros (203,9 plg) y limitado a 1780 kg (3924 libras), siendo 50 cm (19,7 pulgadas) y 445 kg (981 libras) menos que el modelo anterior. Comparte un motor V8 de 5.7 litros con el Oldmobile Seville teniendo de sorpresa un motor de gasolina capaz de desarrollar 170 HP (127 kilovatios), la segunda sorpresa es tener un motor diésel capaz de desarrollar 120 HP (89 kilovatios) estando en competencia directa con Mercedes-Benz, pero esto acaba en fracaso al no poder las cabezas de cada cilindro soportar adecuadamente la relación de compresión de 22:01, siendo molesto para los conductores. Se abandonan los motores de Buick V8-6-4 y V6, siendo reemplazados por un motor Cadillac V8 de 4,1 litros con 125 HP (93 kilovatios), el "HT 4100" (HT significa High Technology, alta tecnología).
El diseño de la carrocería fue hecho bajo la dirección de Wayne Kady, personificando lo que iba a ser un Eldorado moderno. Se muestra el contorno del Eldorado desde 1967: un largo capó, una cola corta, alas rectas con vista frontal de la línea del capó y las luces traseras verticales hundidas y refinadas.
En 1980, el Eldorado recibió una nueva rejilla de malla de 17 barras verticales y barras horizontales y ruedas nuevas. En 1981, la rejilla recibe una malla más fina y el centro de las ruedas es pintado de rojo.
Cadillac ofrece el primer motor de 6 cilindros de su historia con un motor V6 de 4,1 litros original de Buick, que desarrolla 125 HP (93 kilovatios). En 1980 el Eldorado recibió una nueva rejilla de malla de 17 barras verticales, barras horizontales y ruedas nuevas. Recibe un cambio al año siguiente, siendo la malla de la rejilla más fina. Siempre para reducir el consumo de combustible, Cadillac ofrece el primer motor de 6 cilindros de su historia con un motor V6 de 4,1 litros original de Buick, que desarrolla 125 HP (93 kilovatios). Por su parte, el motor diésel fue muy modificado, desarrollando más de 105 HP (78 kilovatios).

### Décima generación (1986-1991)

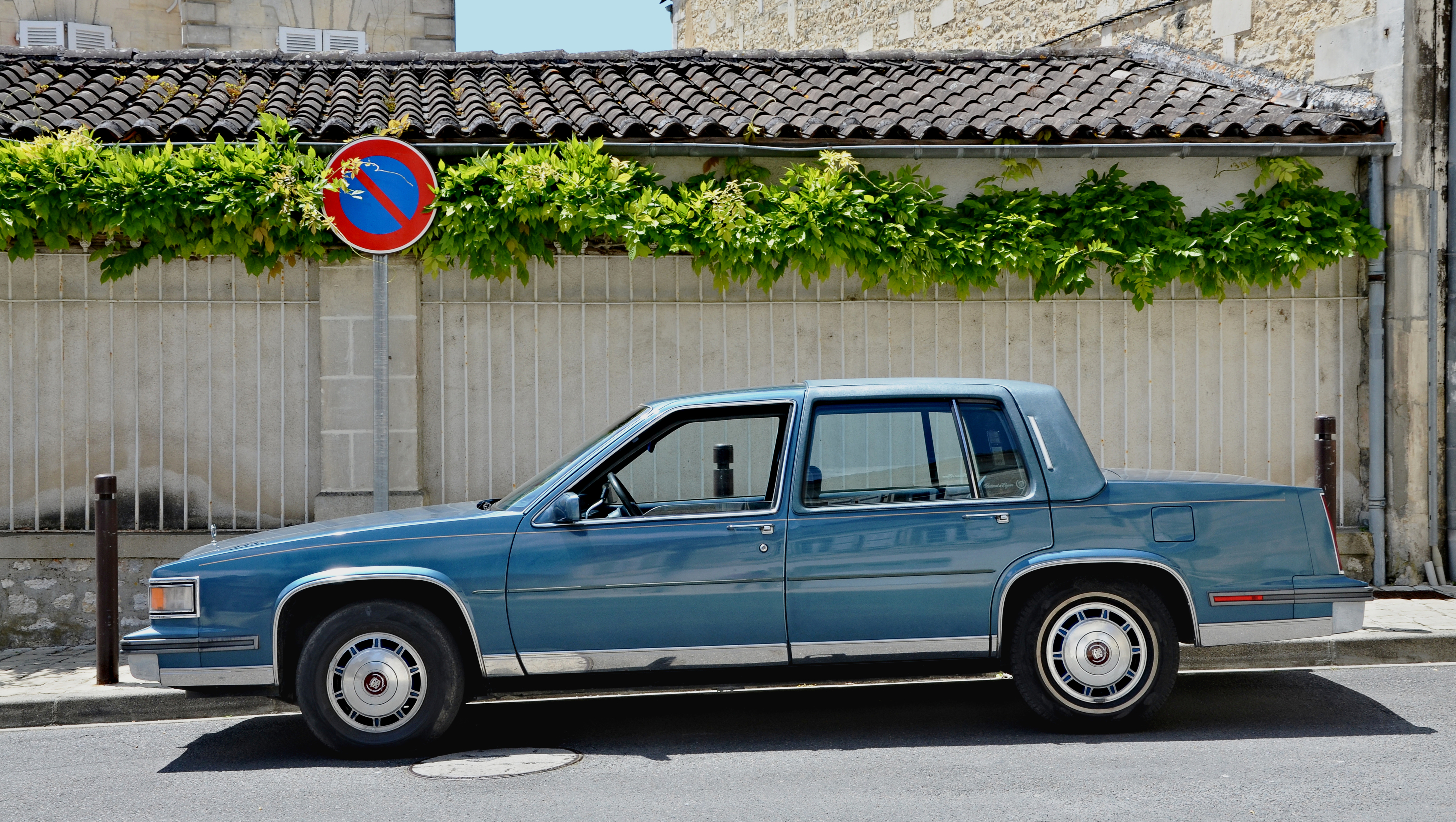
Cadillac Fleetwood de 1986.

Tras la crisis del petróleo, Cadillac pone a la mayoría de sus vehículos la plataforma E. Los diseñadores presentas propuestas para el nuevo Eldorado en marzo de 1981. El reto al que se enfrentan es mantener las características habituales del Eldorado anterior como la puerta está casi presionada contra la rueda delantera, una pilar centra entre el cristal de la puerta y el panel del trimestre y unas líneas muy redondeadas que cuenta el coche. A pesar de la oposición de todos los diseñadores, el CEO de la marca sigue su curso, pero los diseñadores se esfuerzan por colocar el nombre de Eldorado en la defensa delantera del coche.
Entre las características del coche, tiene una distancia entre ejes de unos 2,75 metros (108,3 plg); de largo, 4,78 metros (188,2 plg) (40 cm (15,7 pulgadas) más corto que el modelo anterior); de ancho, unos 1,82 metros (71,7 plg) y de altura, 1,37 metros (53,9 plg). El coche pesa 1,54 kg (3 libras) (260 kg (573 libras) menos que el modelo anterior) y puede correr a 180 km/h (112 millas por hora) gracias al motor V8 "HT4100" 4,1 litros a 132 HP (98 kilovatios) y 4.200 rpm. El coche se fabrica en la planta de Hamtramck (Míchigan). Los compradores no creen que esto sea un verdadero Cadillac ya que este modelo es bastante corto de lo normal.
En 1986 Chuck Jordan pide un estilo correcto del Eldorado para 1988 por lo que se incluyen características nuevas como la extensión de las alas a 7,5 cm (3 pulgadas), la restauración de las luces y el parachoques trasero cerca al estilo del modelo anterior modificándose la parte delantera para dar carácter al coche. El modelo cuesta unos $ 24.891. En 1989 se incluye un motor empujado a 180 HP (134 kilovatios).
Para 1990, Cadillac volvió a introducir la versión "Coupe Touring". Se distingue por su dechroming hardware, sus llantas de 16 pulgadas (40,6 cm) calzadas con aluminio 215 y el emblema Cadillac rodeado de su corona de laurel colocada en la parrilla. A pesar de esta nueva opción, la producción cayó a 29.161 ejemplares.
En 1991, su último año, el más amado Eldorado ve el desplazamiento del interruptor del motor a 4.9 litros, que le da una potencia de 204 HP (152 kilovatios).

### Undécima generación (1992-2002)

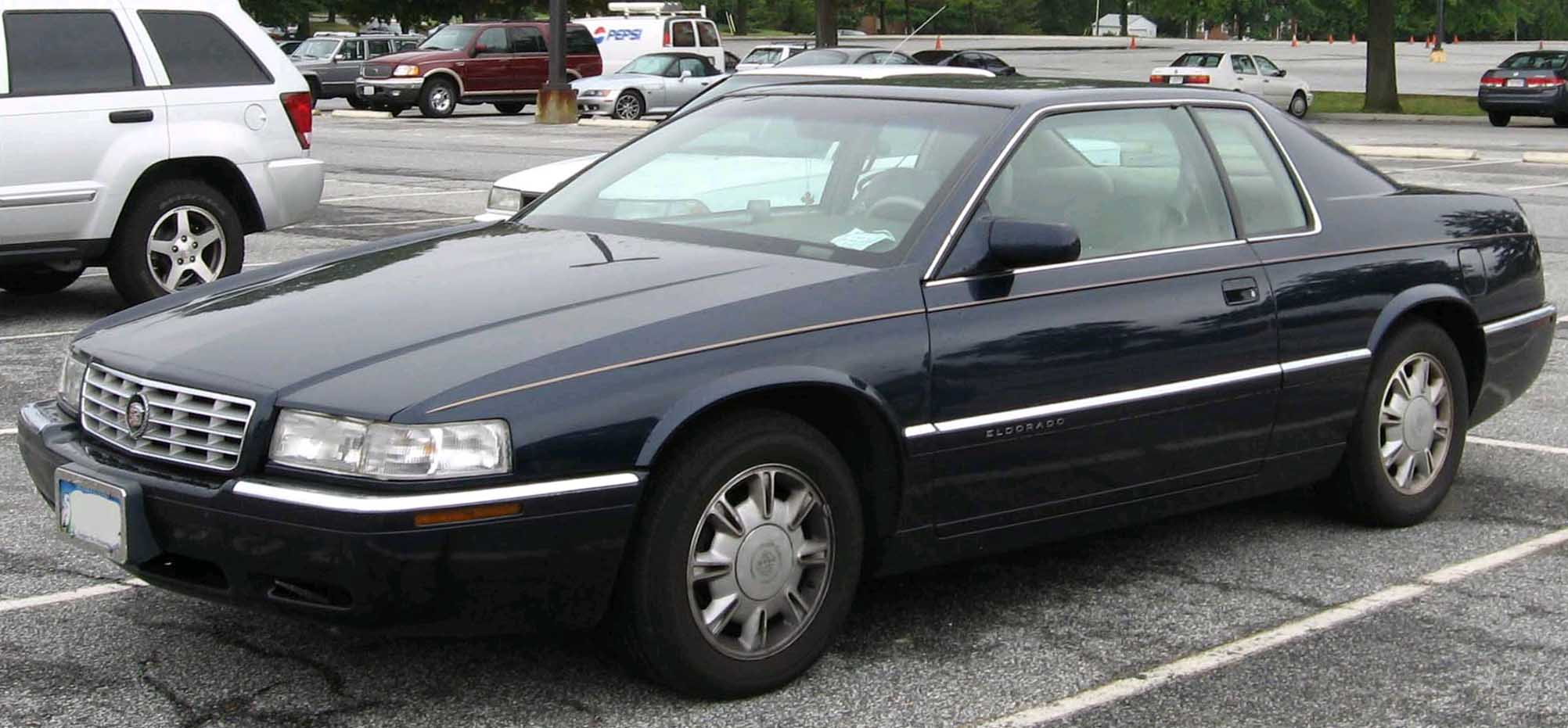
El último Cadillac Eldorado.

En octubre de 1986, Chuck Jordan (vicepresidente de diseño de General Motors) pidió a sus diseñadores encontrar la emoción y la fuerza en sus diseños del nuevo Eldorado y aplicarlo también al Seville.
El nuevo Eldorado encontró la dignidad y la clase de su predecesor en 1979. Al tiempo que mantiene una distancia entre ejes de 2,74 m (107,9 pulgadas), se encuentra con una longitud de más de 200 cm (78,7 pulgadas), con 5,14 m (202,4 pulgadas). La anchura es de 1,9 m (74,8 pulgadas) y la altura es de 1,37 m (53,9 pulgadas). Este aumento de tamaño hace que sea un largo capó y encontrar la pendiente de la ventana trasera de la reminiscencia del Eldorado de 1967. Por su parte, el cristal lateral trasero vertical, encuentra su continuidad con el vidrio de la puerta. El uso de cromo es muy limitado, una delgada franja que rodea las ventanas laterales y carcasas de los espejos están pintados en color de la carrocería. Una barra lateral corre por todo el coche, el registro Eldorado en mayúsculas está grabado en la puerta. Los faros van mucho más allá de los lados y las luces traseras verticales se colocan en el borde del alerón trasero. El emblema de Cadillac rodeado por la corona de laurel se coloca en el pilar C.
En su salida el Eldorado está equipado con un motor V8 de 4.9 litros con 200 HP (149 kilovatios). En 1993 este motor se sustituye por el nuevo V8 Northstar que utilizó el Cadillac Allanté. Es un motor todo de aluminio, pesando 230 kg (507 libras), con una cilindrada de 4,6 litros, pero tiene 4 válvulas por cilindro disponible en dos versiones: 270 HP (201 kilovatios) en la versión normal y 295 HP (220 kilovatios) para el Touring Coupé acoplándose a una transmisión automática Hydramatic 4T80 - E. Con este motor, el coche acelera de 0 a 100 km/h (62 millas por hora) en 7,5 segundos, cruzando el kilómetro con salida parada en 27,9 segundos y alcanza 241 km/h (150 millas por hora) de velocidad punta. En 1995 el coche sufre un rediseño haciendo que la longitud del coche disminuyera ligeramente entre 4 cm (1,6 pulgadas) a 510 cm (200,8 pulgadas) y en 1996, el motor V8 es ligeramente hasta los 275 HP (205 kilovatios) y 305 HP (227 kilovatios).
Chuck Jordan al salir de GM en 1991 consideró que la vida del Eldorado sería cada vez más difícil por la producción de cada vez más sedanes deportivos. El 22 de abril de 2002 el Eldorado deja de producirse en Lansing, dejando a su paso en las cadenas de producción al Chevrolet SSR. El sucesor del Eldorado es el Cadillac XLR.

## En la cultura popular
También se recuerda la tercera generación del Eldorado por ser uno de los coches del famoso cantante estadounidense Elvis Presley, él había pagado diez mil dólares por un Eldorado del año 1956, con un motor V8 y de 305 HP (227 kilovatios) de potencia. El cantante le personalizó el interior con unas alfombras moradas, tapizó los asientos de blanco y les puso tapetes bordados con sus iniciales (EP), una guitarra y notas musicales.
Joe DiMaggio, segundo marido de Marilyn Monroe, le regaló a esta varios Cadilllac, entre estos un Eldorado, el cual usaba en su vida pública para acudir a los estrenos.
Florence Ballard, la tempranamente desaparecida integrante de The Supremes, también tuvo uno.
En el mundo de la ficción, concretamente en la serie de animación Los Simpson, el personaje del Coronel Richard O'Hara, más conocido como Texano Rico, aparece en un capítulo circulando con un Cadillac Eldorado de 1976.
En la película Cazafantasmas de 1984 se usó para el ecto-1 un Cadillac Miller Meteor 1959, que fue diseñado para uso como ambulancia o coche fúnebre, y era basado en Eldorado cuarta generación. 
En el museo Andy Warhol, en colaboración con Cadillac, será presentado entre otros modelos tradicionales de la firma, un Eldorado Biarritz rojo de 1959.
En la saga de videojuegos Grand Theft Auto, el ejemplar de la octava generación aparece en varias entregas bajo el nombre "Esperanto"
En la gira de conciertos de la cantautora Beyonce Cowboy Carter Tour en la interpretación del tema 
16 Carriages usó un Cadillac Eldorado convertible de 1966.